# (2232) Алтай
(2232) Алтай — астероид главного пояса, который был открыт 15 сентября 1969 года советским астрономом Б.А.Бурнашевой в Крымской астрофизической обсерватории и назван в честь расположенной в Западной Сибири республики Алтай.